# La Chaux-en-Bresse
 La Chaux-en-Bresse  es una población y comuna francesa, situada en la región del Franco Condado, departamento de Jura, en el distrito de Dole y cantón de Chaumergy.

## Demografía
| 41 | 44 | 30 | 39 | 38 | 36 |
| Para los censos de 1962 a 1999 la población legal corresponde a la población sin duplicidades (Fuente: INSEE [Consultar]) |    |    |    |    |    |